# Creu de terme de la Llordella
La Creu de terme de la Llordella  és un monument que forma part de l'Inventari del Patrimoni Arquitectònic Català de la vila de Cardona (Bages).
La podem trobar al barri de Bergús, deixant la Carretera de Cardona al Miracle, a la cruïlla de camins de Llordella i Vilonès.

## Descripció
És una creu de terme en forma de creu llatina de pedra recolzada damunt una base de blocs de pedra sense treballar estructurada en dos graons.